# Видения (альбом)
Видения — шестой студийный альбом российской альтернативной рок-группы Психея, выпущенный 28 мая 2021 года. Видения стали первой работой группы, в записи которого участвовали новые музыканты: бас-гитарист Алексей Васяев и барабанщик Сергей Егоров.
Это первый полноформатный альбом группы выпущенный за последние 7 лет.

## Об альбоме
Запись альбома велась с осени 2020-го по весну 2021 годов, но новые композиции музыканты сочиняли и репетировали на протяжении 5 лет, ввиду участий в гастролях и параллельных работ в сторонних проектах. По словам фронтмена группы Дмитрия Порубова, альбом получился «очень личным и экспериментальным именно по лирике». В плане звучания музыканты пытались добиться «максимальной мелодичности и певучести»: 

Мы использовали как наработанные идеи и приёмы, так и абсолютно спонтанные и нетипичные для группы Психея подходы и методы написания музыки! За последние несколько лет, в связи с изменениями в составе и общим музыкальным ростом, мы осмыслили, или может даже переосмыслили собственный творческий багаж и опыт, всё-таки Психее 25 лет в этом году, ну и сделав некие выводы приступили к записи нового материала на студиях mmmesss (запись на плёнку, сведение) и на студии Спутник Space production (запись, пересведение, продакш). <…> я работал с новыми стилистическими построениями, ритмикой и конкретно песенными структурами, кое-где выверяя прям до каждой гласной текст песен! <…> не знаю насколько это удалось, судить слушателям. В музыкальном плане мы старались и использовать потенциал каждого музыканта по максимуму, больше экспрессии, мелодичности, драйва и просто совместного музицирования.
Все десять композиций были написаны Дмитрием «ФЕО» Порубовым. В записи приняли участие лидер группы ПТВП Лёха Никонов, а также скрипач Леонид Шелухин и пианист Александр Улаев.
Презентация альбома прошла 4 июня 2021 года в Москве, также 11 июня в Петербурге.

## Отзывы критиков
На музыкальном сайте «по/фактам» рецензент Павел Прокофьев оставил негативный отзыв альбому, назвав его «альбомом-разочарованием», сетуя на уместно облегчённое, не очень выразительное звучание, отметив также перегруженность аранжировок, затянутость песен и безвкусную лирику Дмитрия Порубова. Прокофьев подытожил:

Хуже всего. Появляется ощущение, что группе нечего сказать. Начиная с условного объединения рецептов последних двух альбомов (простые мелодичные припевы с «Дневников одиночки» и чрезмерный продакшн «Оттенков любви»), заканчивает альбом группа проверенными средствами — лирический трек, боевик с Никоновым, песня с поп-припевом. Первая половина слушается через усилия, вторая не срабатывает вовсе.

Не хочется становиться заложником былой любви, пытаться оправдать группу и полюбить альбом через силу, но тут правда есть хорошие моменты.

## Список композиций
Слова и музыка всех песен — Дмитрий «ФЕО» Порубов.
| №                   | Название                      | Длительность |
| ------------------- | ----------------------------- | ------------ |
| 1.                  | «Видение первое»              | 1:02         |
| 2.                  | «Имя»                         | 6:10         |
| 3.                  | «Расцвет (Свободный и дикий)» | 5:24         |
| 4.                  | «1 Х 1»                       | 6:47         |
| 5.                  | «Небеса»                      | 11:23        |
| 6.                  | «Матрешка + видение второе»   | 8:00         |
| 7.                  | «Инстинкты»                   | 5:39         |
| 8.                  | «Рокнроллъ это всерьез»       | 7:53         |
| 9.                  | «Сразу со всех сторон»        | 6:12         |
| 10.                 | «Видение третье»              | 1:44         |
| Общая длительность: | Общая длительность:           | 60:14        |

## Участники записи
| Психея - Дмитрий «ФЕО» Порубов — вокал, гитара, музыкальное программирование - Андрей «АЗ» Зырянов — вокал, синтезатор, музыкальное программирование - Алексей «Бамс» Васяев — гитара, бас - Евгений «▲**» Лурье — диджеинг - Сергей Егоров — барабаны Приглашённые музыканты - Лёха Никонов — вокал («Рокнроллъ это всерьез») - Александр Улаев — рояль («Сразу со всех сторон») - Леонид Шелухин — скрипка («Матрешка + видение второе» и «Небеса») | Производственный персонал - Дмитрий «ФЕО» Порубов — продюсер - Алексей «Бамс» Васяев — звукорежиссёр, сведение - Антон Волторнист — звукорежиссёр, сведение - Тед Йенсен — мастеринг - Сальвиа Дроид — обложка - Антон Елишев — дизайн упаковки физических релизов |